# Kanton Clamart
Kanton Clamart is een kanton van het Franse departement Hauts-de-Seine. Kanton Clamart maakt deel uit van het arrondissement Antony en telt 80.700 inwoners in 2017.

## Gemeenten
Het kanton Clamart omvatte tot 2014 enkel het noordelijk deel van de gemeente Clamart.

Door de herindeling van de kantons bij decreet van 24 februari 2014, met uitwerking in maart 2015, omvat het kanton sindsdien de gemeenten:
- Clamart ( nu volledig )
- Vanves